# Crimes and Misdemeanors
Crimes and Misdemeanors er en amerikansk sortkomediefilm fra 1989 instrueret, skrevet og spillet af Woody Allen, der også spiller sammen med Martin Landau, Anjelica Huston, Mia Farrow og Alan Alda. Filmen var nominere til tre Oscars, bedste instruktør (Woody Allen), bedste mandlige birolle (Martin Landau) og bedste originale manuskript (Woody Allen). Filmen er en moderne genfortælling af Fjodor Dostojevskijs Forbrydelse og straf.

## Medvirkende
| Skuespiller     | Rolle            |
| --------------- | ---------------- |
| Martin Landau   | Judah Rosenthal  |
| Mia Farrow      | Halley Reed      |
| Woody Allen     | Cliff Stern      |
| Alan Alda       | Lester           |
| Anjelica Huston | Dolores Paley    |
| Joanna Gleason  | Wendy Stern      |
| Claire Bloom    | Miriam Rosenthal |
| Jerry Orbach    | Jack Rosenthal   |
| Sam Waterson    | Ben              |
| Caroline Aaron  | Barbara          |
| Stephanie Roth  | Sharon Rosenthal |

## Ekstern henvisning
- Crimes and Misdemeanors på Internet Movie Database (engelsk)
- Crimes and Misdemeanors på Filmdatabasen
- Crimes and Misdemeanors på Scope
- Crimes and Misdemeanors i Svensk Filmdatabas (svensk)
- Crimes and Misdemeanors på AlloCiné (fransk)
- Crimes and Misdemeanors på MovieMeter (nederlandsk)
- Crimes and Misdemeanors på AllMovie (engelsk)
- Crimes and Misdemeanors hos American Film Institute (engelsk)
- Crimes and Misdemeanors' profil hos Encyclopædia Britannica Online (engelsk)
- Crimes and Misdemeanors på Turner Classic Movies (engelsk)